# Tytti Tuppurainen
Tytti Johanna Tuppurainen (ur. 18 lutego 1976 w Oulu) – fińska polityk i samorządowiec, posłanka do Eduskunty, w latach 2019–2023 minister spraw europejskich.

## Życiorys
Ukończyła w 1994 szkołę średnią Merikosken lukio w rodzinnej miejscowości, a w 2003 studia z filozofii na Uniwersytecie w Oulu. Pracowała m.in. jako koordynatorka do spraw badań i rozwoju na macierzystej uczelni (2005–2011).
Zaangażowała się w działalność polityczną w ramach Socjaldemokratycznej Partii Finlandii. Od 2000 wybierana na radną miejską w Oulu. Została przewodniczącą Sosialidemokraattiset Naiset, kobiecej organizacji swojego ugrupowania. W 2011 po raz pierwszy uzyskała mandat deputowanej do fińskiego parlamentu. Z powodzeniem ubiegała się o reelekcję w wyborach w 2015, 2019 i 2023.
W 2017 bezskutecznie kandydowała na funkcję przewodniczącego socjaldemokratów. W czerwcu 2019 objęła stanowisko ministra spraw europejskich w rządzie Anttiego Rinne. Pozostała na tej funkcji również w powołanym w grudniu 2019 gabinecie Sanny Marin, powierzono jej wówczas dodatkowo kwestie dotyczące zarządzania majątkiem państwowym. Urząd ministra sprawowała do czerwca 2023.